# Desert Crossing
Desert Crossing is de 23e aflevering van de serie Star Trek: Enterprise van 97 in totaal. 

## Verloop van de aflevering in hoofdlijnen
Terwijl de USS Enterprise onderweg is naar de planeet Risa voor vakantie, beantwoorden zij een noodsignaal van een ander schip. Nadat zij dat geholpen hebben met reparaties, worden zij op zijn thuisplaneet uitgenodigd als dank. Ondanks dat kapitein Jonathan Archer dit in eerste instantie weigert, gaat hij later toch naar de planeet toe met overste Trip Tucker. In eerste instantie verloopt het bezoek voorspoedig, door met hun gastheren te sporten en te eten, maar al snel blijkt dat zij in een oorlog verwikkeld zijn en dat ze de hulp van de Enterprise nodig hebben om hun conflict te beslechten. 
Na een discussie weigeren ze dit, en omdat het kamp juist dan wordt aangevallen door hun tegenstanders, vluchten Archer en Tucker samen de woestijn in. Als ze lijden aan uitdrogingsverschijnselen, worden ze gered door de bemanning van de Enterprise, die ondertussen een zoekactie was opgestart. Als de twee weer op het schip zijn, wordt duidelijk dat Archer de rebellen eigenlijk wel steunde, maar dat, zoals overste T'Pol al had gezegd, het aan politici en niet aan kapiteins is om oorlogen te beëindigen.

## Acteurs

### Hoofdrollen
- Scott Bakula als kapitein Jonathan Archer
- John Billingsley als dokter Phlox
- Jolene Blalock als overste T'Pol
- Dominic Keating als luitenant Malcolm Reed
- Anthony Montgomery als vaandrig Travis Mayweather
- Linda Park als vaandrig Hoshi Sato
- Connor Trinneer als overste Charles "Trip" Tucker III

### Gastacteur
- Charles Dennis als Trelit

#### Speciale gastacteur
- Clancy Brown als Zobral

### Bijrollen

#### Bijrollen die in de aftiteling vermeld zijn
- Brandon Karrer als alien

#### Bijrollen die niet in de aftiteling vermeld zijn
- Mark Correy als bemanningslid Alex
- Tarik Ergin als sportman
- Stacy Fouche als een bemanningslid van de Enterprise
- Hilde Garcia als bemanningslid Rossi
- Lindly Gardner als een bemanningslid van de Enterprise
- Martin Ko als een bemanningslid van de Enterprise
- Monica Parrett als een bemanningslid van de Enterprise
- Robert S. Pickering als een bemanningslid van de Enterprise
- Sara Elizabeth Pizzo als een bemanningslid van de Enterprise
- Thelma Tyrell als een bemanningslid van de Enterprise
- Timothy J. Whittington als een bemanningslid van de Enterprise
- Prada als Porthos